# Wjaczesław Łeszczuk
Wjaczesław Mychajłowycz Łeszczuk (ukr. В'ячеслав Михайлович Лещук, rus. Вячеслав Михайлович Лещук, Wiaczesław Michajłowicz Leszczuk; ur. 24 grudnia 1951 w Białogrodzie nad Dniestrem, w obwodzie odeskim) – ukraiński piłkarz, grający na pozycji obrońcy, a wcześniej pomocnika, reprezentant ZSRR, działacz piłkarski.

## Kariera piłkarska

### Kariera klubowa
Wychowanek DJuSSz w Białogrodzie nad Dniestrem. W 1969 rozpoczął karierę piłkarską w Czornomorcu Odessa, ale występował tylko w drużynie rezerw. W latach 1971–1972 odbywał służbę wojskową w Dynamie Chmielnicki oraz drużynie rezerw Dynama Kijów. W 1973 powrócił do Czornomorca Odessa w którym w 1983 zakończył karierę zawodową.

### Kariera reprezentacyjna
20 marca 1976 rozegrał jeden mecz w reprezentacji ZSRR w towarzyskim meczu z Argentyną.

## Kariera trenerska
Po zakończeniu kariery zawodniczej w sierpniu 1983 objął stanowisko kierownika klubu Czornomoreć Odessa. W latach 1992–1995 pracował na stanowisku prezesa klubu. Od stycznia do końca 2008 pełnił funkcję dyrektora sportowego klubu.

## Sukcesy i odznaczenia

### Sukcesy klubowe
- brązowy medalista Mistrzostw ZSRR: 1974

### Sukcesy indywidualne
- wybrany do listy 33 najlepszych piłkarzy ZSRR: 1978 (Nr 3)

### Odznaczenia
- nagrodzony tytułem Mistrza Sportu ZSRR: 1974